# ألفرد يودل
ألفرد يودل (بالألمانية: Alfred Jodl) قائد عسكري ألماني (10 مايو 1890 -16 أكتوبر 1946) ولد يودل في بافاريا.
كان معجبًا بنابليون بونابارت، وساعد أدولف هتلر في تقليده. فشل كمستشار عسكري شخصي لهتلر في محاولة إثنائه عن طموحاته الطاغية.

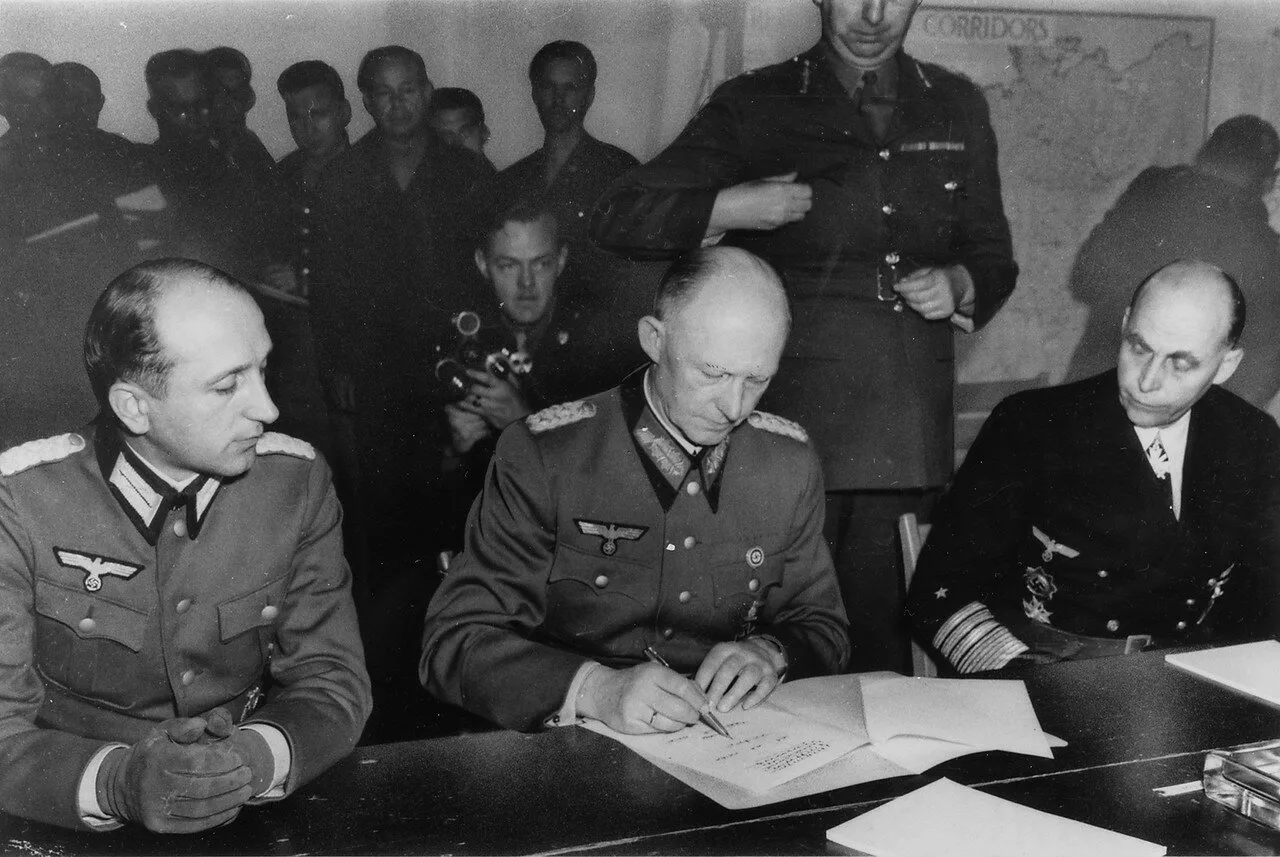
ألفرد يودل يوقع على اتفاق الاستسلام في 7 مايو 1945

وقّع على استسلام ألمانيا غير المشروط في ريمس عام في 7 مايو 1945م، وكان وقتها رئيسًا لهيئة عمليات القيادة العليا للقوات المسلحة الألمانية، وانتهت بذلك الحرب العالمية الثانية في أوروبا.
حوكم في محكمة نورنبيرغ وأدين باتهامه بارتكاب جرائم حرب ثُم أُعدم. اعلنت براءته غيابيا سنة 1953 بعد إعدامه.

## روابط خارجية
- ألفرد يودل على موقع IMDb (الإنجليزية)
- ألفرد يودل على موقع الموسوعة البريطانية (الإنجليزية)
- ألفرد يودل على موقع مونزينجر (الألمانية)
- ألفرد يودل على موقع قاعدة بيانات الأفلام السويدية (السويدية)
- ألفرد يودل على موقع إن إن دي بي (الإنجليزية)
- ألفرد يودل على موقع كينوبويسك (الروسية)